# فارس بن عجيل السعدون
فارس بن عجيل بن محمد السعدون (حكم 1853/1849م) شيخ عشيرة آل سعدون من عرب العراق وأمير مشيخة عشائر المنتفق، حكم القبيلة بعد وفاة أميرها السابق فهد بن محمد السعدون في سنة 1265هـ/1849م. نال المشيخة بعد أن رشحته القبيلة أميرًا لها دون أخذ أو استحصال الموافقات من والي بغداد، ولم يكن منصب والي العراق مستقرًا بل كان في تبدل مستمر. وقد رفع الوالي الضريبة عليه، فبعد ان كانت 100 ألف شامي أصبحت بحلول خريف 1851م حوالي 200 ألف شامي. وفي سبتمبر 1852 عندما استلم رشيد باشا الكوزلكلي ولاية العراق كان فارس العجيل في مشيخته، ثم ظهر له منافس قوي وهو منصور بن راشد الثامر الذي أقنعه الوالي رشيد باشا بتنصيبه أميرا على المنتفق وتعهد بحمايته وإمداده بالعون العسكري شرط الموافقة على فرز «السماوة» وما يتبعها وعشائرها عن ديرة المنتفق بغرض إلحاقها ب«لواء الحلة». وقد وافق منصور بالعرض ولم يكن يعرف أن الهدف من سحب السماوة هو إضعاف قوة القبيلة أو إمارة المنتفق لتثبيت السيطرة الدولة المركزية في العراق. ثم سار الشيخ منصور أمير المنتفق المعين ومعه قوة تقدر بعشرة آلاف مقاتل من القوات العسكرية النظامية تصحبها المدافع وقوات من عشائر زبيد برئاسة الشيخ وادي شلفح وعشائر الخزاعل برئاسة الشيخ مطلق كريدي الذرب لعزل الشيخ فارس بن عجيل بن محمد الثامر من مشيخة المنتفق. والتقى الطرفان قرب موقع مدينة الشطرة حاليا في فبراير 1853م/جمادى الأول 1269هـ، فكانت كفاءة أسلحة الجيش النظامي قد حسمت الأمر لصالح الشيخ منصور وقواته، فجرى اعتقال الشيخ فارس وإرساله لبغداد، حيث وضع قيد الإقامة الجبرية ومنع من مغادرة العاصمة بغداد، ولم يخرجه رشيد باشا من الحبس إلا سنة 1855م حيث لجأ إلى الشيخ فرحان الجربا خوفا من ابن عمه منصور، وقد رحب به فرحان وبقي عنده فترة من الزمن.
وخلال عهد فارس أي بالتحديد في سنة 1849م/1265هـ قامت بعض عشائر المنتفق باغتصاب بعض أملاك اهل البصرة، فأرسل والي بغداد نجيب باشا بإرسال الميرميران (أمير الأمراء) معشوق باشا متصرفًا على لواء البصرة كي يؤدب تلك العشائر الغاصبة، ولكنه لم ينجز أي تقدم ملموس، إذ اقتصرت جهوده على النشاط الكلامي والكتابي.